# Длинный человек из Уилмингтона
Длинный человек из Уилмингтона (англ. Long Man of Wilmington) — геоглиф, расположенный на склонах холма Уиндовер в окрестностях деревни Уилмингтон в Великобритании. Представляет собой силуэт человека, опирающегося руками на две длинные палки. Длина рисунка составляет около 70 метров. На протяжении длительного времени считалось, что геоглиф существует с железного века или даже неолита, однако археологические исследования 2003 года показали, что он мог быть создан в середине XVI века.
Происхождение геоглифа остаётся неясным. Согласно одной из местных легенд, он был создан монахами из соседнего монастыря и изображает паломника, — однако исследователи отпровергают эту теорию, утверждая, что монахи не изобразили бы человека без одежды. Согласно другим версиям, это англосаксонский воин, образец экстравагантной местной культуры римских времён или образ божества плодородия эпохи Железного века. На протяжении длительного времени наиболее распространённой была последняя теория, главным образом из-за расположения поблизости неолитических курганов и из-за сходства геоглифа с подобными фигурами с других холмов.
До начала 1990-х годов самым ранним источником информации о геоглифе считался рисунок английского антиквария Уильяма Беррелла 1766 года, сделанный им во время посещения местного монастыря. Однако в 1993 году был обнаружен ещё один рисунок, сделанный в 1710 году геодезистом Джоном Роули. Благодаря этому рисунку известно, что изначально очертания фигуры представляли собой не сплошные, а пунктирные линии. У геоглифа были черты лица, он был «пухлым», а его плоские ступни были вывернуты наружу; при этом у изображения не было косы и граблей, различимых на рисунке Баррелла. Впоследствии геоглиф зарисовывался и описывался в 1800, 1835 и 1851 годах. Сохранившиеся источники указывают на то, что он представлял собой своего рода «углубления» в траве и был виден только в определённое время дня и при соответствующих погодных условиях, например после небольшого снегопада.
Современный облик Длинного человека во многом является результатом «обновления» внешнего вида геоглифа, предпринятого в 1873—1874 годах. В то время группа, возглавляемая пастором деревни Глинд, преподобным Уильямом де Сен-Круа, выложила и выровняла линии существовавшего к тому моменту внешнего контура геоглифа отбеленными жёлтыми кирпичами, затем соединёнными между собой. Данные действия привели к искажению положения ступней фигуры, которые стали повёрнуты в одну сторону и оказались расположены несколько выше, нежели раньше.
Археолог Джон С. Пен, участвовавший в этих работах, подверг критике метод восстановления и получившийся в результате него облик геоглифа. Первоначально предполагалось углубить контуры фигуры до меловых отложений холма, но после нескольких попыток от данной идеи отказались ввиду слишком больших трудностей, связанных с её реализацией.
В 1925 году герцог Девонширский подарил геоглиф Суссексскому археологическому товариществу (ныне Суссексское археологическое общество). Во время Второй мировой войны его закрасили зелёной краской, чтобы люфтваффе не могла использовать изображение в качестве ориентира.
В 1969 году кирпичи были заменены на блоки из железобетона, которые с этого времени регулярно подкрашивают.